# 인천도림초등학교
인천도림초등학교는 대한민국 인천광역시 남동구에 있는 공립 초등학교이다.

## 학교 연혁
- 1971년 4월 1일 인천논현국민학교 도림분교 인가
- 1975년 3월 1일 인천도림국민학교로 승격(6학급 편성), 초대 오창환 교장 취임
- 1976년 2월 16일 제1회 졸업식 거행(68명)
- 1993년 7월 7일 6개 교실 및 과학실 1개 증축
- 1996년 3월 1일 인천도림초등학교로 개칭
- 1998년 3월 1일 인천광역시 교육청지정 교통안전시범학교 지정
- 1998년 9월 1일 신관 증축 (24교실 및 특별실)
- 2002년 2월 15일 제27회 졸업식(261명)
- 2002년 3월 1일 인천남촌초등학교 개교 분리로 6학급 편성
- 2004년 2월 4일 새학교 (도림동 629-2번지)로 이전
- 2004년 3월 1일 인천남촌초등학교 개교 분리로 6학급 편성
- 2005년 3월 1일 특수학급 1학급 인가
- 2006년 3월 1일 18학급 인가, 특수학급 1학급, 유치원 2학급 인가
- 2007년 3월 1일 특수학급 1학급 증설(20학급)
- 2007년 6월 20일 학교 생태 숲 가꾸기 완공식
- 2008년 3월 1일 24학급(특수학급 2학급 포함) 인가
- 2009년 4월 1일 칭찬선도학교 운영
- 2009년 9월 1일 교원능력개발평가 시범학교 운영
- 2010년 12월 1일 학교평가 최우수교 선정
- 2011년 5월 7일 도림가족 한마음 체육대회
- 2011년 9월 1일 주5일수업제 시범학교 운영
- 2016년 11월 11일 제2회 도담도담 동아리 축제
- 2017년 2월 10일 제42회 졸업식 (82명)

## 참고 자료
- 인천도림초등학교 - 한국교육학술정보원 학교알리미